# Міст Мірабо

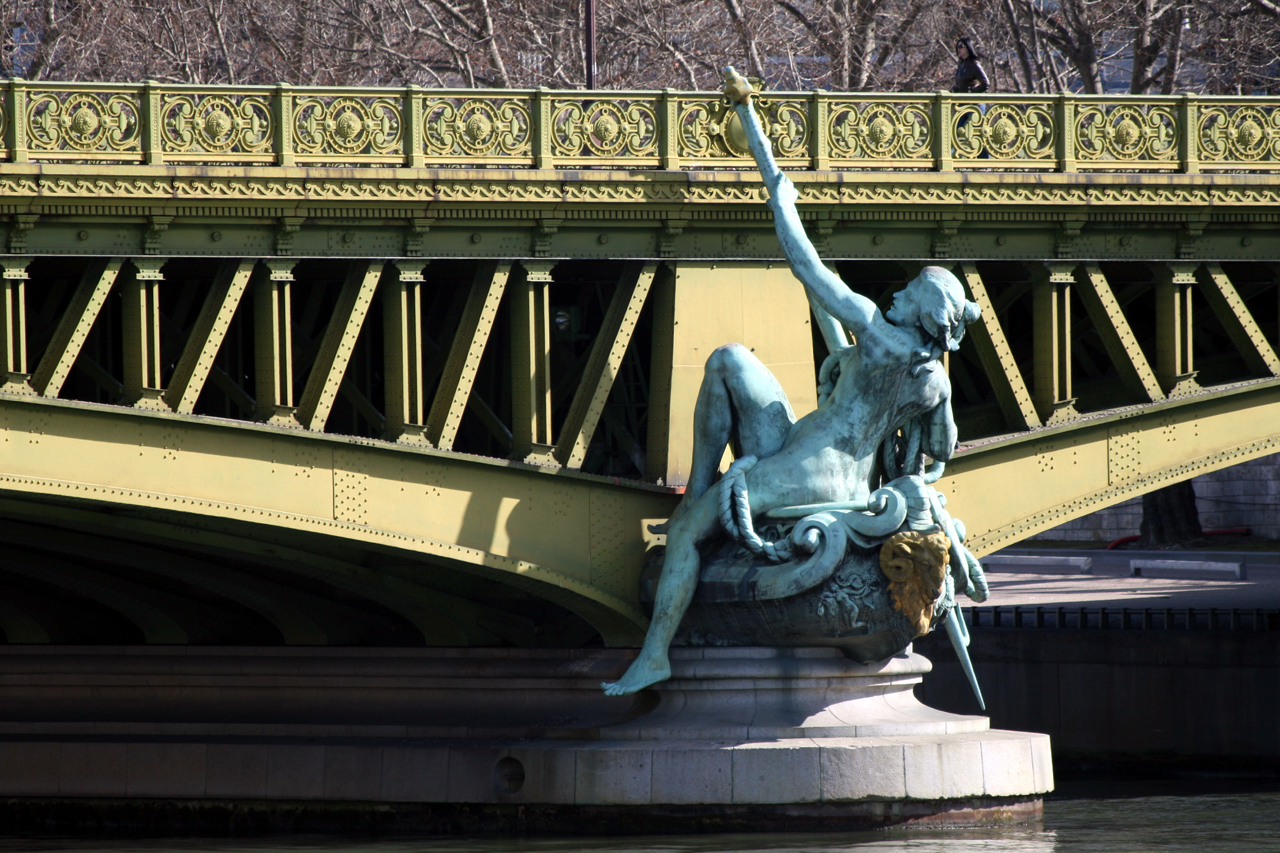
Міст Мірабо, деталь

Міст Мірабо (фр. Pont Mirabeau) — міст через річку Сену в Парижі, побудований в 1895—1897. З 29 квітня 1975 має статус історичної пам'ятки.

## Розташування
Міст поєднує XV (Лівий берег) та XVI (Правий берег) муніципальні округи Парижа. Він з'єднує вулицу Рю Конвансьйон на Лівому березі з вулицею Рю Ремюза на Правому. На лівому березі знаходиться станція RER, лінія C «Вокзал Жавель», поряд станція метро «Жавель-Андре Сітроен».

## Історія
Рішення про будівництво мосту було прийняте президентом Республіки Саді Карно 12 січня 1893.
Міст спроектував інженер Поль Рабель (Paul Rabel) за участі інженерів Жана Резаля та Амаде Альбі. Міст названо на честь французького політика Оноре Габріеля Мірабо.

## Архітектура
Міст має довжину 173 м та ширину 20 м (12 м — проїжджа частина і 4 м — тротуари). Головна арка мосту має довжину 93 м, дві бічні арки — 32,4 м. Два пілони мосту споруджені у вигляді кораблів, прикрашених алегоричними статуями роботи скульптора Жана-Антуана Енжальбера (Jean-Antoine Injalbert)

## Міст Мірабо в мистецтві
Міст Мірабо відомий насамперед завдяки однойменному віршеві Гійома Аполлінера з його поетичної збірки «Алкоголі». Міст Мірабо згадує в одній зі своїх пісень Жорж Брассанс. У 2001 з'явилася пісня Міст Мірабо Марка Лавуана на слова Аполлінера.
Існує припущення, що саме на цьому мосту у ніч з 19 на 20 квітня 1970 покінчив життя самогубством, стрибнувши в Сену, поет Пауль Целан.
В Україні міст Мірабо відомий завдяки популярній пісні гурту Мертвий півень «Ми помрем не в Парижі» за однойменною поезією Наталки Білоцерківець, в якій є ремінісценція з вірша Аполлінера. Також згадується у пісні «Весна» випущеної у 2022 році гуртом Океан Ельзи.